# Пассов (Мекленбург-Передня Померанія)
Пассов (нім. Passow) — громада в Німеччині, розташована в землі Мекленбург-Передня Померанія. Входить до складу району Людвігслуст-Пархім. Складова частина об'єднання громад Ельденбург-Любц.
Площа — 24,62 км2. Населення становить 688 ос. (станом на 31 грудня 2020).

## Галерея

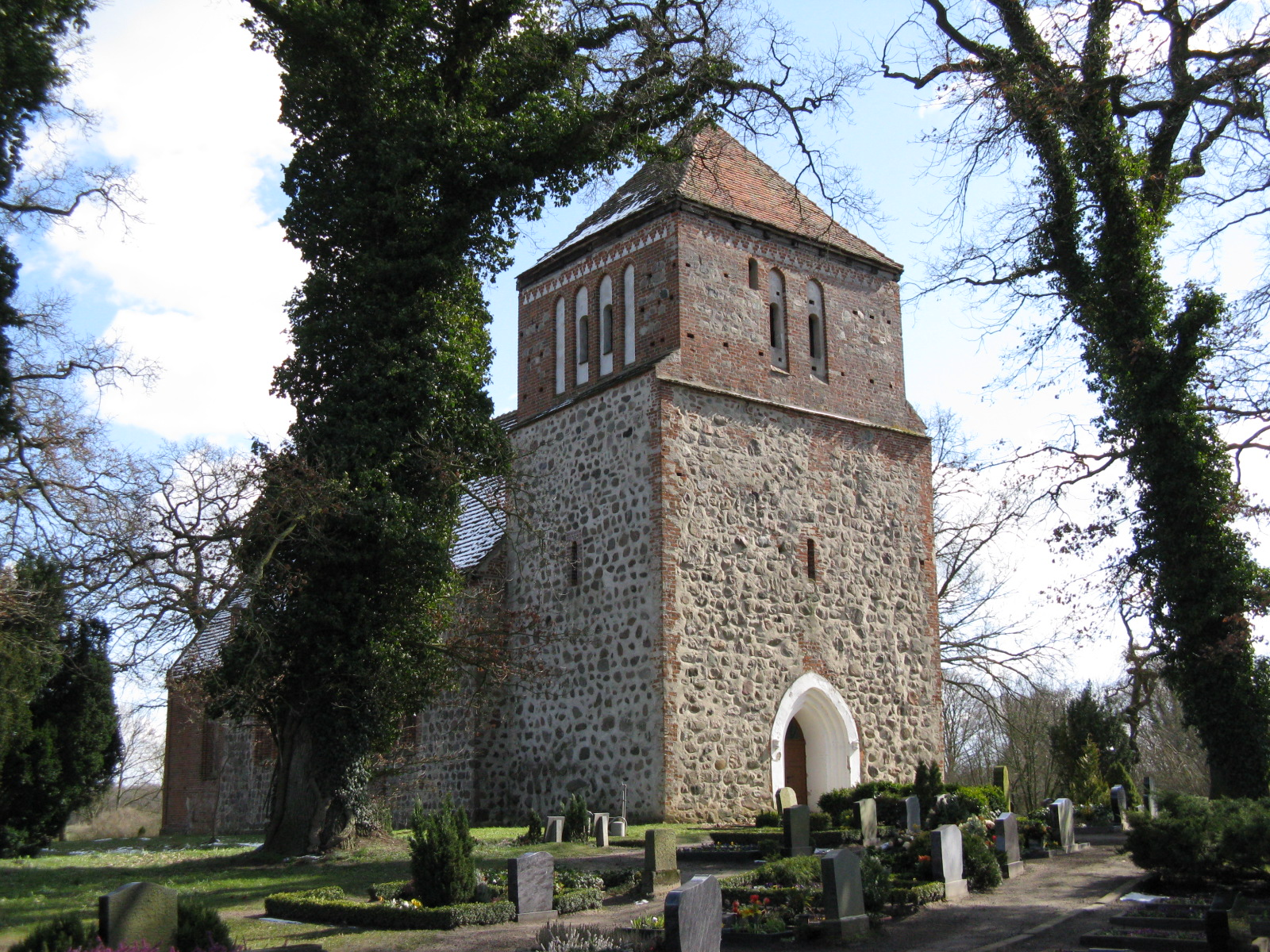
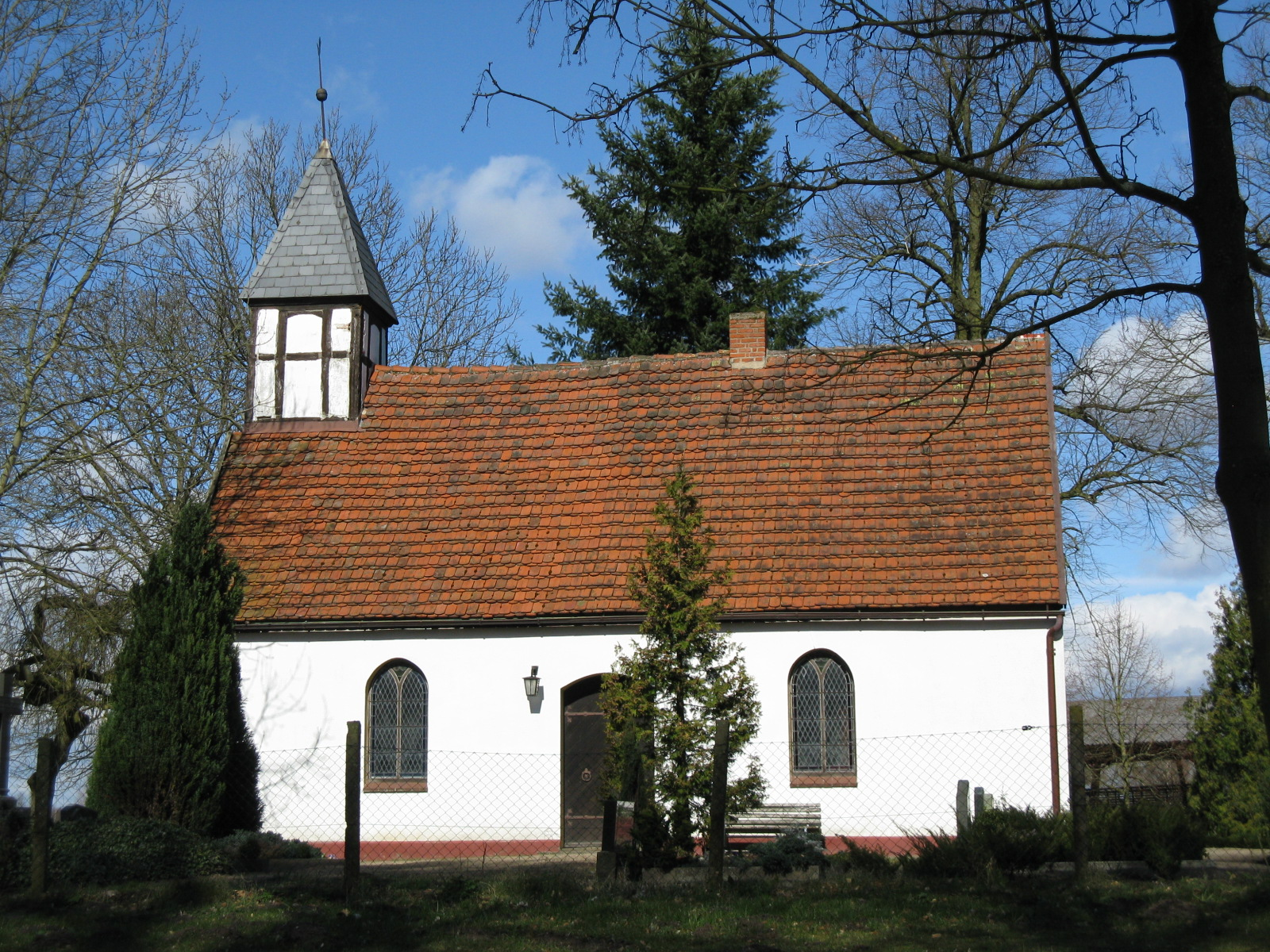
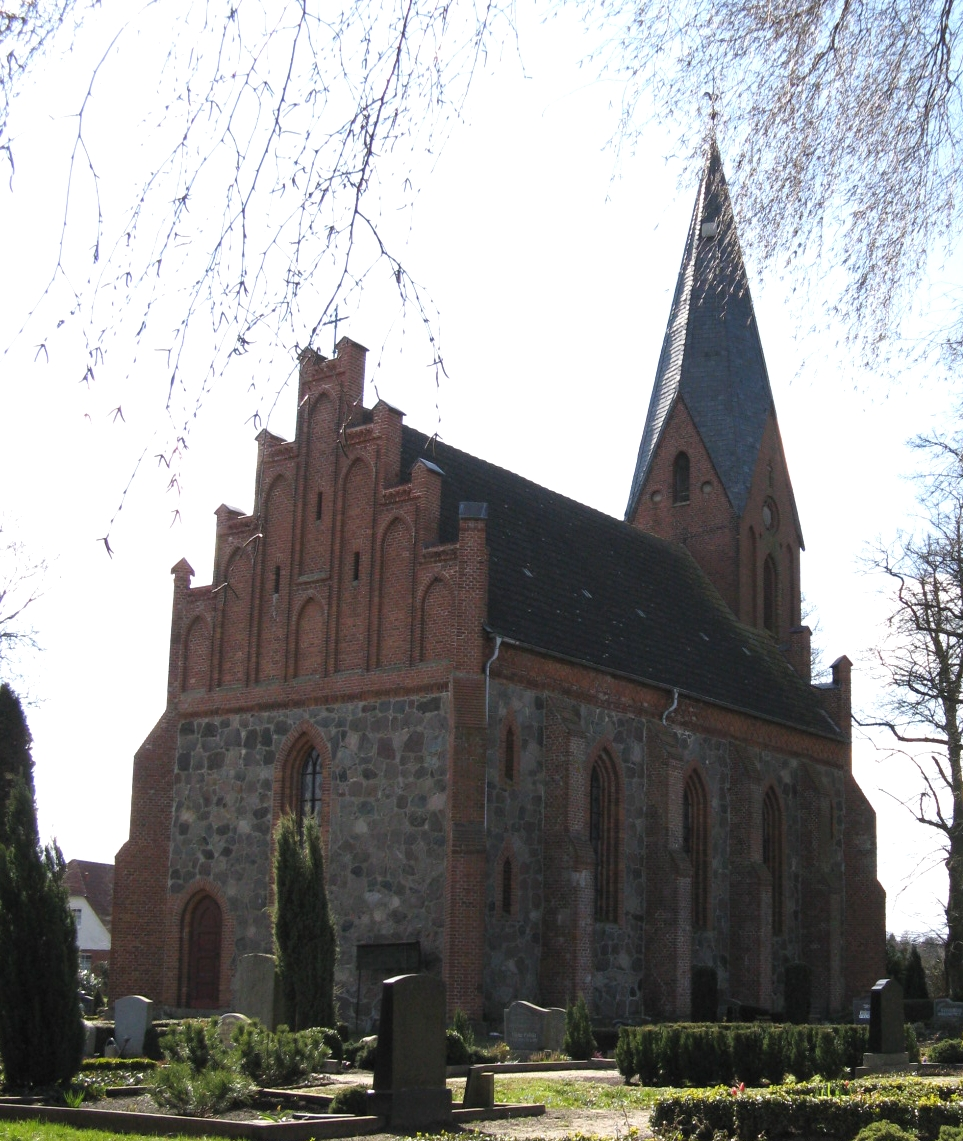
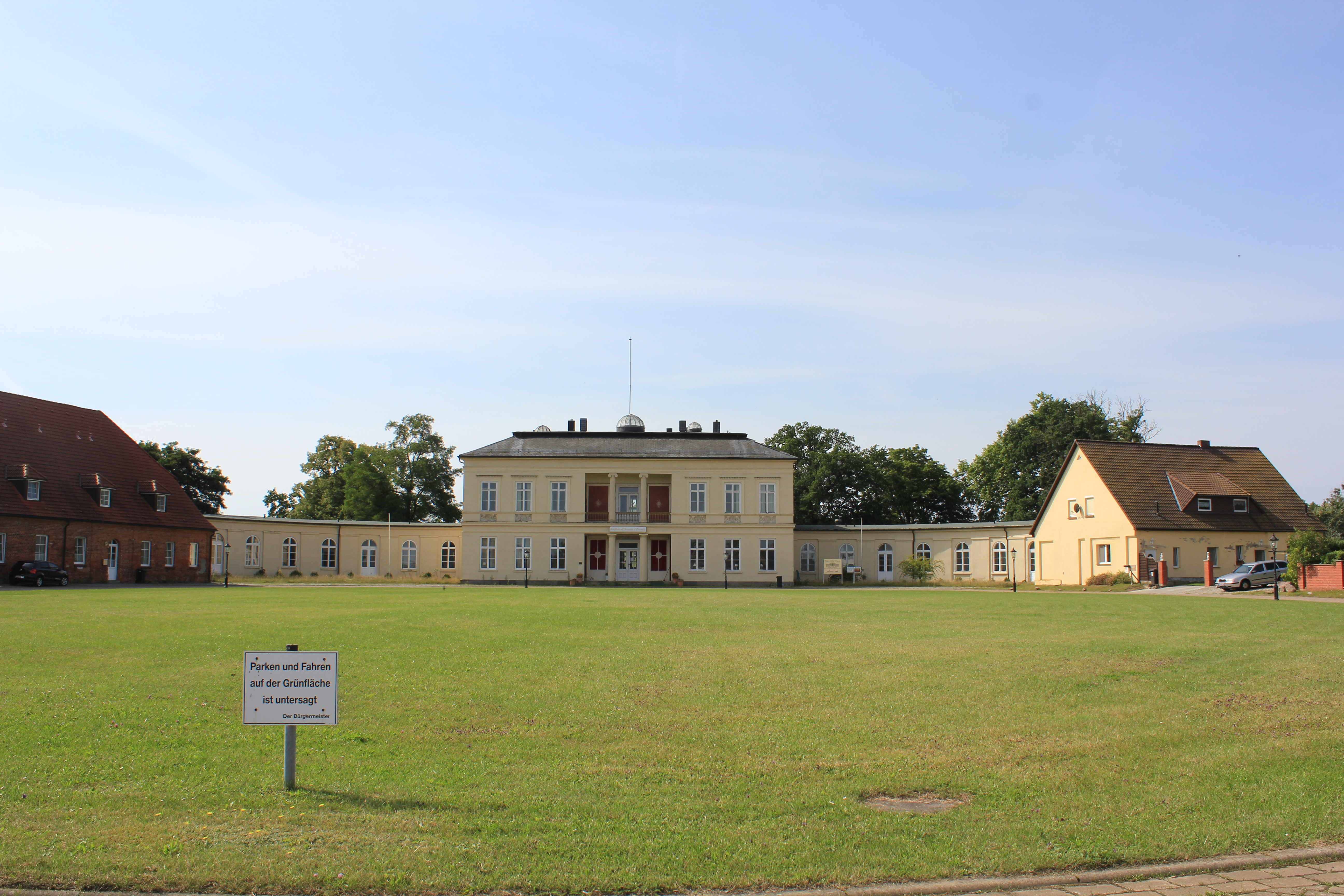